# Symphysia jefensis
Symphysia jefensis är en ljungväxtart som först beskrevs av Luteyn och Wilbur, och fick sitt nu gällande namn av Kloet. Symphysia jefensis ingår i släktet Symphysia och familjen ljungväxter. Inga underarter finns listade i Catalogue of Life.